# Бретт Гатрі
Стівен Бретт Гатрі (англ. Steven Brett Guthrie; нар. 18 лютого 1964, Флоренс, Алабама) — американський політик-республіканець. З 2009 року він представляє 2-й округ штату Кентуккі у Палаті представників США.
У 1987 році він закінчив Військову академію США у Вест-Пойнті. Потім він вступив до Резерву Армії США у 1990, має звання першого лейтенанта. До 1997 року він навчався в Єльському університеті. Потім він працював у місцевій компанії Trace Die Cast Inc. у Боулінг-Грін як віце-президент.
Між 1999 і 2008 він був членом Сенату Кентуккі.
Одружений, живе у Боулінг-Грін.